# Liudmîlivka, Krînîcikî
Liudmîlivka (în ucraineană Людмилівка) este un sat în așezarea urbană Bojedarivka din raionul Krînîcikî, regiunea Dnipropetrovsk, Ucraina.

## Demografie
Componența lingvistică a localității Liudmîlivka
     Ucraineană (78,95%)
     Rusă (15,79%)
     Belarusă (5,26%)
Conform recensământului din 2001, majoritatea populației localității Liudmîlivka era vorbitoare de ucraineană (78,95%), existând în minoritate și vorbitori de rusă (15,79%) și belarusă (5,26%).